# Lijst van leden van de Kantonsraad van Zwitserland uit het kanton Genève

Vlag van Genève.

Dit artikel bevat een lijst van leden van de Kantonsraad van Zwitserland uit het kanton Genève.
Genève heeft zoals de meeste kantons twee vertegenwoordigers in de Kantonsraad.

## Lijst
| Naam                        | Partij/fractie              | Ambtsperiode                            | Geboren | Overleden |
| --------------------------- | --------------------------- | --------------------------------------- | ------- | --------- |
| Antoine Carteret            | radicalen                   | 1848-1849                               | 1813    | 1889      |
| James Fazy                  | radicalen                   | 1848-1849 1851-1854 1856-1857 1871-1872 | 1794    | 1878      |
| Abraham Louis Tourte        | radicalen                   | 1849-1851                               | 1818    | 1863      |
| Jean-Henri Duchosal         | radicalen                   | 1849-1850 1851-1853                     | 1819    | 1875      |
| Philippe Camperio           | gematigde liberalen         | 1850-1851 1863-1868 1869-1870           | 1810    | 1882      |
| Jean-Adolphe Fontanel       | radicalen                   | 1853                                    | 1818    | 1879      |
| Joseph Girard               | radicalen                   | 1854                                    | 1815    | 1890      |
| Théodore Lissignol          | radicalen                   | 1854-1855                               | 1820    | 1886      |
| Théodore-Ami Piguet         | gematigde liberalen         | 1854-1855                               | 1816    | 1889      |
| François-Jules Pictet       | gematigde liberalen         | 1856                                    | 1809    | 1872      |
| Carl Vogt                   | radicalen                   | 1856-1861 1870-1871                     | 1817    | 1895      |
| Jules Vuy                   | radicalen                   | 1857-1859                               | 1815    | 1896      |
| Alexandre-Félix Alméras     | radicalen                   | 1860-1862                               | 1811    | 1868      |
| Moïse Vautier               | radicalen                   | 1861-1862 1880-1881                     | 1831    | 1899      |
| Charles Friderich           | radicalen                   | 1863                                    | 1828    | 1880      |
| Guillaume Henri Dufour      | gematigde liberalen         | 1863-1866                               | 1787    | 1875      |
| John Braillard              | gematigde liberalen         | 1866-1869                               | 1822    | 1883      |
| Auguste Emmanuel Turrettini | gematigde liberalen         | 1866-1870                               | 1818    | 1881      |
| Gaspard Zurlinden           | radicalen                   | 1870-1872                               | 1838    | 1915      |
| Charles-Amédée Girod        | onafhankelijke              | 1872                                    | 1835    | 1905      |
| Émile Cambessedès           | radicalen                   | 1872-1875                               | 1826    | 1891      |
| Alfred-Jean-Henri Vaucher   | radicalen                   | 1872-1876                               | 1833    | 1901      |
| Benjamin Dufernex           | radicalen                   | 1875-1878 1881-1883                     | 1834    | 1885      |
| Pierre Moriaud              | radicalen                   | 1876-1878 1884-1890                     | 1845    | 1914      |
| Gustave Ador                | gematigde liberalen         | 1878-1880                               | 1845    | 1928      |
| Albert Wessel               | gematigde liberalen         | 1878-1880                               | 1829    | 1885      |
| Georges Favon               | radicalen                   | 1880-1881                               | 1843    | 1902      |
| Adrien Lachenal             | gematigde liberalen-FDP/PRD | 1881-1884 1900-1918                     | 1849    | 1918      |
| Marc Héridier               | radicalen                   | 1883-1884                               | 1840    | 1919      |
| Alexandre Gavard            | gematigde liberalen-FDP/PRD | 1887-1890 1896-1898                     | 1845    | 1898      |
| Gustave-Jules Pictet        | gematigde liberalen         | 1890-1891                               | 1827    | 1900      |
| Frédéric Raisin             | gematigde liberalen         | 1890-1892                               | 1851    | 1923      |
| Eberhard Binder             | radicalen                   | 1892-1893                               | 1854    | 1907      |
| Édouard Odier               | gematigde liberalen         | 1893-1896                               | 1844    | 1919      |
| Marc-Eugène Richard         | LM/LPS                      | 1893-1914                               | 1843    | 1925      |
| Marc-Eugène Ritzchel        | FDP/PRD                     | 1899                                    | 1856    | 1931      |
| Jacques Rutty               | LPS/PLS                     | 1914-1922                               | 1849    | 1927      |
| Henri Fazy                  | FDP/PRD                     | 1918-1920                               | 1842    | 1920      |
| Jean Sigg                   | onafhankelijke              | 1921-1922                               | 1865    | 1922      |
| Charles Burklin             | SP/PS                       | 1922-1928 1931-1932                     | 1881    | 1957      |
| Alexandre Moriaud           | FDP/PRD                     | 1922-1931                               | 1871    | 1955      |
| Jean-Martin Naef            | UDE                         | 1928-1931                               | 1869    | 1954      |
| Albert Malche               | FDP/PRD                     | 1931-1951                               | 1876    | 1956      |
| Frédéric Martin             | LPS/PLS                     | 1933-1942                               | 1872    | 1942      |
| Albert Pictet               | LPS/PLS                     | 1942-1947                               | 1890    | 1969      |
| Albert Raisin               | LPS/PLS                     | 1947-1949                               | 1890    | 1949      |
| Albert Picot                | LPS/PLS                     | 1949-1955                               | 1882    | 1966      |
| Adrien Lachenal junior      | FDP/PRD                     | 1951-1955                               | 1885    | 1962      |
| Victor Gautier              | LPS/PLS                     | 1955-1963                               | 1891    | 1965      |
| François Perréard           | FDP/PRD                     | 1955-1963                               | 1892    | 1974      |
| Alfred Borel                | FDP/PRD                     | 1963-1971                               | 1902    | 1997      |
| Éric Choisy                 | LPS/PLS                     | 1963-1971                               | 1897    | 1995      |
| Lise Girardin               | FDP/PRD                     | 1971-1975                               | 1921    | 2010      |
| Olivier Reverdin            | LPS/PLS                     | 1971-1979                               | 1913    | 2000      |
| Willy Donzé                 | SP/PS                       | 1975-1983                               | 1916    | 1987      |
| Monique Bauer-Lagier        | LPS/PLS                     | 1979-1987                               | 1922    | 2006      |
| Robert Ducret               | FDP/PRD                     | 1983-1991                               | 1927    | 2017      |
| André Gautier               | LPS/PLS                     | 1987-1991                               | 1924    | 2000      |
| Gilbert Coutau              | LPS/PLS                     | 1991-1995                               | 1936    |           |
| Gilles Petitpierre          | FDP/PRD                     | 1991-1995                               | 1940    |           |
| Christiane Brunner          | SP/PS                       | 1995-2007                               | 1947    |           |
| Françoise Saudan            | FDP/PRD                     | 1995-2007                               | 1939    |           |
| Robert Cramer               | GPS/PES                     | 2007-2019                               | 1954    |           |
| Liliane Maury Pasquier      | SP/PS                       | 2007-2019                               | 1956    |           |
| Lisa Mazzone                | GPS/PES                     | 2019-2023                               | 1988    |           |
| Carlo Sommaruga             | SP/PS                       | 2019-                                   | 1959    |           |
| Mauro Poggia                | MCG                         | 2023-                                   | 1959    |           |

Afkortingen
- FDP/PRD: Vrijzinnig-Democratische Partij, voorloper van de Vrijzinnig-Democratische Partij.De Liberalen
- GPS/PES: Groene Partij van Zwitserland
- LPS/PLS: Liberale Partij van Zwitserland, voorloper van de Vrijzinnig-Democratische Partij.De Liberalen
- SP/PS: Sociaaldemocratische Partij van Zwitserland
- UDE: Union de défense économique

Bondsraad
Lijst van leden van de Zwitserse Bondsraad · 
Lijst van bondspresidenten van Zwitserland
Nationale Raad
Aargau · 
Appenzell Ausserrhoden · 
Appenzell Innerrhoden · 
Basel-Landschaft · 
Basel-Stadt · 
Bern · 
Fribourg · 
Genève · 
Glarus · 
Graubünden · 
Jura

Luzern · 
Neuchâtel · 
Nidwalden · 
Obwalden · 
Sankt Gallen · 
Schaffhausen · 
Schwyz · 
Solothurn · 
Thurgau · 
Ticino · 
Uri · 
Vaud · 
Wallis · 
Zug · 
Zürich
1983-1987 · 
1987-1991 · 
1991-1995 · 
1995-1999 · 
1999-2003 · 
2003-2007 · 
2007-2011 · 
2011-2015 · 
2015-2019 · 
2019-2023 · 
2023-2027
Voorzitters
Kantonsraad
Aargau · 
Appenzell Ausserrhoden · 
Appenzell Innerrhoden · 
Basel-Landschaft · 
Basel-Stadt · 
Bern · 
Fribourg · 
Genève · 
Glarus · 
Graubünden · 
Jura

Luzern · 
Neuchâtel · 
Nidwalden · 
Obwalden · 
Sankt Gallen · 
Schaffhausen · 
Schwyz · 
Solothurn · 
Thurgau · 
Ticino · 
Uri · 
Vaud · 
Wallis · 
Zug · 
Zürich
1983-1987 · 
1987-1991 · 
1991-1995 · 
1995-1999 · 
1999-2003 · 
2003-2007 · 
2007-2011 · 
2011-2015 · 
2015-2019 · 
2019-2023 · 
2023-2027
Voorzitters